# Tuhaň (Česká Lípa-i járás)
Tuhaň település Csehországban, Česká Lípa-i járásban. Tuhaň Úštěk, Snědovice, Blíževedly és Dubá településekkel határos. Lakosainak száma 264 fő (2024. január 1.).

## Népesség
A település lakosságának változását az alábbi diagram mutatja:
| Lakosok száma | 1042 | 1029 | 895  | 506  | 337  | 297  | 267  | 275  | 278  | 264  |
|               | 1869 | 1890 | 1921 | 1950 | 1980 | 2001 | 2017 | 2019 | 2022 | 2024 |